# Proceedings of the Hawaiian Entomological Society
Proceedings of the Hawaiian Entomological Society — американский научный журнал, посвящённый проблемам энтомологии и всестороннему исследованию насекомых. Основан в 1906 году.

## История
Основан в 1906 году. Издаётся Гавайским энтомологическим обществом (Hawaiian Entomological Society) и в цифровом формате доступен (полностью все номера с 1906 года) в репозитории ScholarSpace при Гавайском университете (University of Hawaii at Manoa).
В журнале публикуются статьи о насекомых Гавайских островов и всего Тихоокеанского региона.

## ISSN
- ISSN 0073-134X